# Popiersie Ignacego Jana Paderewskiego w Warszawie
Popiersie Ignacego Jana Paderewskiego – pomnik znajdujący się przed wejściem do parku Skaryszewskiego na Saskiej Kępie w Warszawie. 

## Opis
Popiersie autorstwa Stanisława Sikory  znajduje się na osi głównej alej parku, przy wejściu od strony ronda Waszyngtona. Zostało ufundowane przez Janinę i Zbigniewa Porczyńskich. 
Popiersie odsłonięto w 1989.